# نحن الاثنين (فلم 2014)
نحن الإثنين (بالإنجليزية: The Two of Us) هُو فيلم دراما جنوب أفريقي صدر سنة 2014 وهُو من إنتاج وكتابة وإخراج إرنست نكوسي. تدور أحداث الفيلم في منطقة ألكسندرا في مدينة جوهانسبرغ، ويحكي قصة الاختيارات الصعبة التي اتخذها الشباب الذين يعيشون في هاته المنطقة من أكبر مدينة في جنوب أفريقيا.
فاز فيلم «نحن الإثنين» بجائزة الجمهور في مهرجان السينما الأفريقية في لوس أنجلوس وفاز بالجائزة نفسها بعد سبعة أيام في مهرجان جوزي السينمائي. في عُطلة نهاية الأسبوع من إصداره المسرحي، فاز بجائزة سيلفر باك كأفضل فيلم روائي طويل في مهرجان رواندا السينمائي. احتل الفيلم المرتبة الثامنة ضمن الأفلام العشرة الأولى في شباك التذاكر في جنوب أفريقيا، وهُو أيضا الفيلم المستقل الوحيد في قائمة العشر الأوائل.
اختير الفيلم ليكون الترشيح الرسمي لجنوب أفريقيا بخصوص جائزة الأوسكار لأفضل فيلم بلغة أجنبية في حفل توزيع جوائز الأوسكار الثامن والثمانين، ولكنه لم يكُن ضمن القائمة النهائية للجائزة.

## طاقم التمثيل
- إيمانويل نكوسيناتي جويفا في دور ثولاني.
- باسيسوي متشالي في دور زانيلي.
- ريتشارد لوكونكو في دور سخالو.
- زيخونا سودلاكا بدور زوليكا.
- مفو «بوبس» موديكواني في دور ماندلا.
- ثاتو دلادلا بدور سبو.
- ثيمبي نيانديني في دور غوغو.
- هازل مهلبية في دور تومي.
- كوب ماكغاي في دور السيد فينانس.

## الجوائز
1. فاز الفيلم في مهرجان السينما الأفريقية سنة 2015 بجائزة الجمهور.
2. فاز الفيلم بجائزة الجمهور في مهرجان جوزي السينمائي سنة 2015.
3. فاز الفيلم بجائزة سيلفرباك لأفضل فيلم روائي طويل في مهرجان رواندا السينمائي سنة 2015.

## روابط خارجية
مقالات تستعمل روابط فنية بلا صلة مع ويكي بيانات